# Pardosa sordidata
Pardosa sordidata là một loài nhện trong họ Lycosidae.
Loài này thuộc chi Pardosa. Pardosa sordidata được Tord Tamerlan Teodor Thorell miêu tả năm 1875.